# Till Steinforth
Till Steinforth (* 11. Juni 2002 in Magdeburg) ist ein deutscher Leichtathlet. Er gewann 2025 je eine Bronzemedaille bei Hallenweltmeisterschaften und bei Halleneuropameisterschaften.

## Sportliche Karriere
Till Steinforth startet für den SV Halle. Von 2021 bis 2025 studierte er an der University of Nebraska-Lincoln.
2021 belegte er bei den U20-Europameisterschaften in Tallinn den neunten Platz im Zehnkampf. In den nächsten Jahren trat er hauptsächlich für seine Universität an.
Nachdem er 2024 in Ratingen mit 8287 Punkten eine neue Bestleistung aufstellte, war er als Ersatzathlet für die Olympischen Spiele in Paris nominiert. Kurz vor Meldeschluss wurde er dann für Manuel Eitel nachnominiert. Beim olympischen Zehnkampf in Paris erreichte er 8170 Punkte und den 15. Platz.
Anfang 2025 verbesserte er bei den Halleneuropameisterschaften in Apeldoorn den deutschen Rekord von Leo Neugebauer um 41 Punkte. Mit 6388 Punkten gewann Steinforth die Bronzemedaille hinter dem Norweger Sander Skotheim und dem Schweizer Simon Ehammer. Zwei Wochen später trat Steinforth auch bei den Hallenweltmeisterschaften in Nanjing an. Mit 6275 Punkten gewann er auch hier die Bronzemedaille hinter Sander Skotheim und dem Esten Johannes Erm.

## Bestleistungen
- Zehnkampf: 8287 Punkte am 22./23. Juni 2024 in Ratingen
- Siebenkampf: 6388 Punkte am 7./8. März 2025 in Apeldoorn (deutscher Hallenrekord)